# 긴주둥이땃쥐두더지
긴주둥이땃쥐두더지(Uropsilus gracilis)는 두더지과에 속하는 포유류의 일종이다. 중국과 미얀마의 고유종이다.